# Cape Meares
Cape Meares az Amerikai Egyesült Államok északnyugati részén, Oregon állam Tillamook megyéjében elhelyezkedő népszámlálás által kijelölt hely.
A 2010. évi népszámlálási adatok alapján 110 lakosa van. Területe 8 km², melyből 0,7 km² vízi.
Nevét a közelben lévő, John Meares brit felfedezőről elnevezett hegyfokról kapta. Az egykori Bayocean postahivatala 1953-tól a következő évi bezárásáig a Capes Meares nevet viselte.

## Népesség

### 2010
A 2010-es népszámláláskor 99 lakója, 56 háztartása és 31 családja volt. A népsűrűség 12,4 fő/km². A lakóegységek száma 181, sűrűségük 22,6 db/km². A lakosok 95%-a fehér, 0,4%-a afroamerikai, 3%-a egyéb-, 1% pedig kettő vagy több etnikumú.
A háztartások 8,9%-ában élt 18 évnél fiatalabb. 50% házas, 3,6% egyedülálló nő, 1,8% pedig egyedülálló férfi; 44,6% pedig nem család. 35,7% egyedül élt; 42,4%-uk 65 éves vagy idősebb. Egy háztartásban átlagosan 1,77 személy élt; a családok átlagmérete 2,23 fő.
A medián életkor 63,8 év volt. A lakók 7%-a 18 évesnél fiatalabb, 1%-uk 18 és 24 év közötti, 5%-uk 25 és 44 év közötti, 44,4%-uk 45 és 64 év közötti, 19,7%-uk pedig 65 éves vagy idősebb. A lakosok 51%-a férfi, 49%-uk pedig nő.

### 2000
A 2000-es népszámláláskor 110 lakója, 63 háztartása és 34 családja volt. A népsűrűség 15 fő/km². A lakóegységek száma 156, sűrűségük 21,2 db/km². A lakosok 89,09%-a fehér, 3,64%-a indián, 0,91%-a egyéb-, 6,36% pedig kettő vagy több etnikumú. A mexikóiak aránya 1,82%.
A háztartások 9,5%-ában élt 18 évnél fiatalabb. 46% házas, 6,3% egyedülálló nő; 46% pedig nem család. 39,7% egyedül élt; 15,7%-uk 65 éves vagy idősebb. Egy háztartásban átlagosan 1,75 személy élt; a családok átlagmérete 2,26 fő.
A lakók 10%-a 18 évnél fiatalabb, 2,7%-a 18 és 24 év közötti, 9,1%-a 25 és 44 év közötti, 48,2%-a 45 és 64 év közötti, 30%-a pedig 65 éves vagy idősebb. A medián életkor 57 év volt. Minden 100 nőre 100 férfi jut; a 18 évnél idősebb nőknél ez az arány 98.
A háztartások medián bevétele 26 346 amerikai dollár, ez az érték családoknál $31 250. A férfiak medián keresetéről nincs adat, míg a nőké $61 250. Az egy főre jutó bevétel (PCI) $26 635. A családok 31,3%-a, a teljes népesség 30,6%-a élt létminimum alatt.

## Fordítás
Ez a szócikk részben vagy egészben  a   Cape Meares, Oregon című angol Wikipédia-szócikk ezen változatának fordításán alapul.  Az eredeti cikk szerkesztőit annak laptörténete sorolja fel. Ez a jelzés csupán a megfogalmazás eredetét és a szerzői jogokat jelzi, nem szolgál a cikkben szereplő információk forrásmegjelöléseként.